# Melissa Jones
Melissa Jones (ur. 24 listopada 1973) – nowozelandzka judoczka.
Uczestniczka mistrzostw świata w 1993, 1995, 1997 i 2001. Brązowa medalistka mistrzostw Oceanii w 1992, 1994 i 2002. Mistrzyni kraju w latach: 1991, 1993-1998, 2000 i 2001.